# Мацеллум

Мацеллум в Помпеях (1895 год)

Мацеллум или макеллум  (лат. macellum, мн. ч macella; греч. μάκελλον макеллон) — в Древнем Риме здание продовольственного рынка, на территории которого часто располагался храм или эдикула со скульптурной композицией религиозного содержания. В традиционном виде мацеллум представлял из себя прямоугольный перистиальный двор, который окружали таберны. Вход в него украшался аркой. В центре мацеллума римляне строили бассейн-садик для разведения рыбы, который был обрамлён колоннадой. Помимо него во дворе также могли находиться два бассейна с восьмиугольными ионическими портиками с ионическими колоннами и пилонами по углам.

## Значение и история
В дополнение к форумам macellum служил продовольственным рынком, особенно для мяса, рыбы и деликатесов. Плавт упоминает Мацеллум еще во второй половине III века до нашей эры. Модель была агора греко- эллинистических городов. Однако здесь не было оптовой торговли. На сегодняшний день около 80 macella были локализованы в районе Римской империи, особенно в Италии (Рим, Путеоли, Помпеи), Северной Африке (Лептис-Магна, Гиппон-Регий) и Анатолии. Они являются явным признаком романизации в пределах империи. Последняя мацелла ещё использовалась в поздней античности, в Константинополе даже до VI века.
По словам Марка Теренция Варрона, слово Macellum имеет дорическое — ионическое происхождение и означает «сад». На самом деле Macellum — это место, где происходит забой скота.

## Macellum Magnum
Macellum Magnum (Мацеллум магнум или Большой мацеллум) — это рыночное здание на холме Целий в Риме. Комплекс был построен и освящен императором Нероном в 59 году. Расположение древнего здания, вероятно, соответствовало нынешнему местонахождению церкви Санто-Стефано-Ротондо.

## Мацеллум в Помпеях
Macellum Pompeii был временным рынком на форуме в Помпеях. Некоторые постройки датируются 130—120 гг. до н. э. Говорят[кто?], что часть восточной стороны Мацеллумa была посвящена имперскому культу. Если это правда, это указывает на важную роль, которую императоры играли в жизни римлян в начале 1-го века. Части Мацеллумa были повреждены в результате землетрясения в 62 году, и эти повреждения не были устранены до извержения, которое разрушило Помпеи в 79 году.